# Xiphonychidion caeruleipenne
Xiphonychidion caeruleipenne là một loài tò vò trong họ Ichneumonidae.